# Киндзельский, Богдан Ярославович
Киндзельський Богдан Ярославович (1933 — 21 января 2001) — советский и украинский архитектор, реставратор. В течение 1968-1998 годов работал во Львовской межобластной специальной научно-реставрационной мастерской (впоследствии институт «Укрзападпроектреставрация»).
Возглавлял одно из подразделений учреждения. Специалист по деревянной архитектуре. Выполнил проекты реставрации более 50 памятников народной деревянной архитектуры, реализованные под его личным наблюдением. Это в частности церковь Святого Духа в Потеличе, святого Никиты в Дерновые, святой Параскевы на кладбище в Белзе, Воздвижения Честного Креста в Каменце-Подольском, Святой Троицы в Драбовцах, Святой Троицы в Фастове и много других.
В 1995 году отмечен Государственной премией Украины в области архитектуры (в составе коллектива).